# ヨーゼフ・バイヤー
ヨーゼフ・バイヤー（ドイツ語: Josef Bayer, 1852年3月6日 - 1913年3月12日）はオーストリア＝ハンガリー帝国末期の作曲家・指揮者。

## 略歴
ウィーン音楽院でヨーゼフ・ヘルメスベルガー1世やオットー・デッソフ、アントン・ブルックナーに師事。1870年から1898年までウィーン宮廷歌劇場附属管弦楽団のヴァイオリン奏者を務める。1883年より宮廷歌劇場の楽長を、1885年から没年までオーストリア宮廷バレエ団の指揮者を務め、音楽界で名を揚げるようになる。この頃に20曲以上の1幕バレエや舞曲に加え、数多くのその他の音楽作品を創り出していた。1885年に初演された《ウィンナ・ワルツ“Wiener Walzer”》によって初めて大成功を収める。この作品は、ヨーゼフ・ランナーやヨハン・シュトラウス1世などの旋律を利用して、18世紀から19世紀の変わり目のドイツの民族舞曲をもじったものだった。このほか、数多くのオペレッタも手掛けた。
1913年3月に他界するまでウィーン宮廷バレエ団の指揮者としての任務に就いていた。亡骸はウィーン中央墓地に埋葬されている。

## 作品

### 人形の精

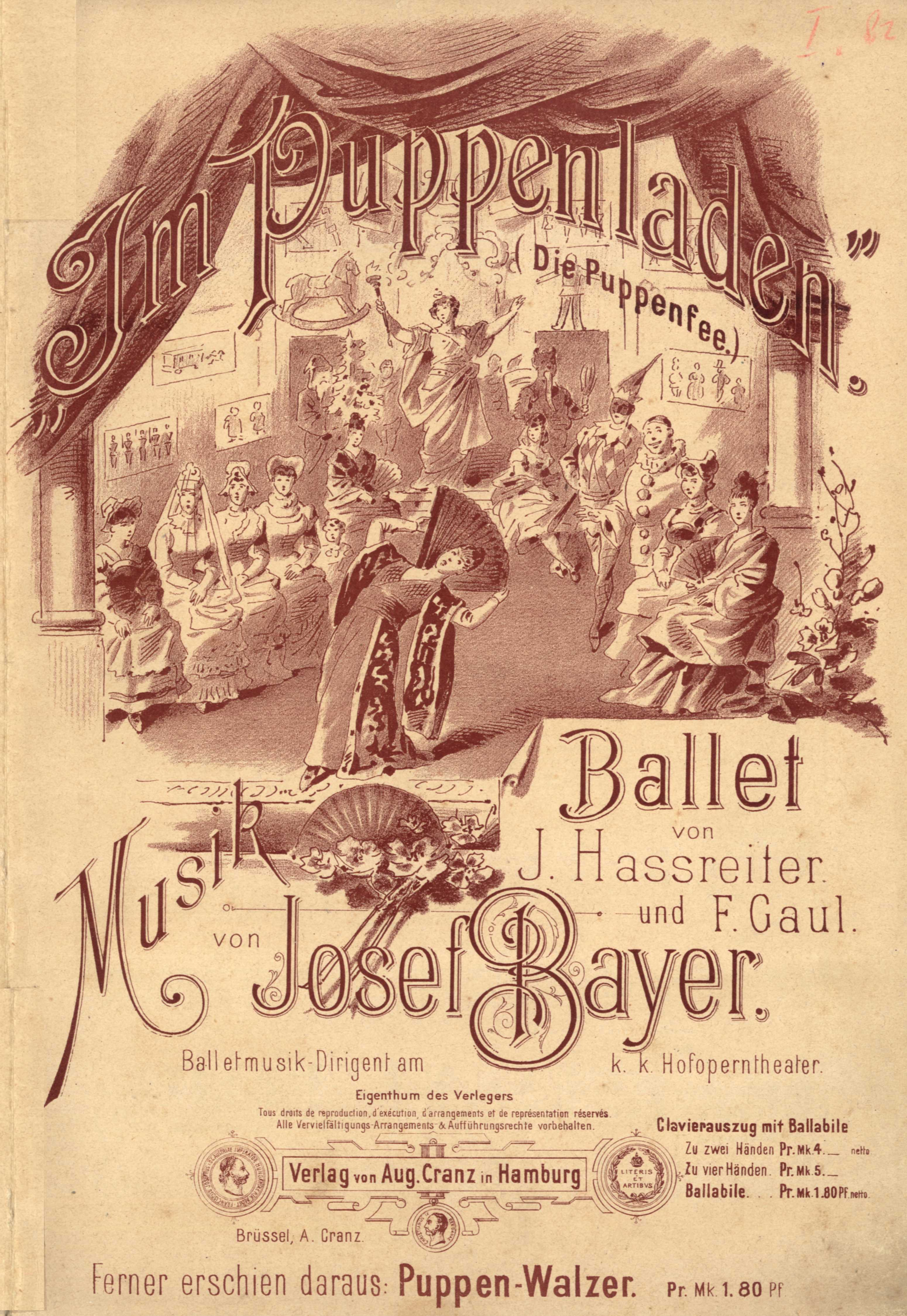
《人形の精》ピアノ・スコアの扉絵

《人形の精“Die Puppenfee”》（1888年）は、かつてウィーン宮廷歌劇場のために作曲されたバレエ音楽の中では最大の楽曲であると同時に、今日までバイヤーの最も有名な作品である。初演は1888年10月4日に、《人形ケースの中で“Im Puppenladen”》と題されてバレエ化された。作品は、後に主役にちなんで《人形の精》と改称されて、世界的に有名になった。振付けは、宮廷バレエ団の教師、ヨーゼフ・ハースライター（Josef Haßreiter, 1845-1940）が、舞台美術と衣裳はフランツ・ガウル（Franz Gaul, 1837-1906）が担当した。《人形の精》は、今日でもウィーン国立歌劇場の例年の演目に納まっており、ともあれ800回以上の上演回数によって、国立歌劇場で最も上演される演目の一つになっている。

### 灰かぶり姫（シンデレラ）
《灰かぶり姫“Aschenbrödel”》は、ヨハン・シュトラウス2世が作曲した大掛かりなバレエ音楽である。しかしながらワルツ王は、1899年6月3日に肺炎のために亡くなったため、このバレエを完成させることができなかった。ただし亡くなるまでに、第1幕と、第3幕の半分とに楽器配置が済ませてあった。
遺作のバレエを完成させる仕事がバイヤーに転がり込んできた。但し、契約上の規定によって、（「技術的に代作が是非とも必要でない限り」）ヨハン・シュトラウス2世の音楽のみを用いることとされていた。バイヤーがバレエ全曲のピアノスコアを完成させたところで、グスタフ・マーラーが、最早これはヨハン・シュトラウス2世と関係がないとして、上演を拒否してきた。そのため《灰かぶり姫》は、1901年5月2日にベルリン王立歌劇場において、ドイツ皇帝ヴィルヘルム2世の御前で初演を迎えることとなった。ウィーン宮廷歌劇場において初めて上演されたのは、それから7年後の1908年10月4日の事であった。
バイヤーはヨハン・シュトラウス2世と親しく、1894年には、シュトラウスの指揮活動・作曲活動50周年を記念して、特別に祝賀バレエ《ウィーン一周“Rund um Wien”》を作曲した。この舞踊音楽はウィーン宮廷歌劇場で上演されている。

## 主要作品一覧

### オペレッタ
- 聖マルコの騎士“Der Chevalier von San Marco” （1882年）
- メネラウス殿“Mister Menelaus” （1896年）
- 御転婆娘“Fräulein Hexe” （1898年）
- 警察署長“Der Polizeichef”（1904年）
- 悪者商会“Spitzbub & Cie” （1907年）
- 淑女の果たし合い“Das Damenduell” （1907年）
- 二人のための一幕劇《短刀》“Der Dolch” Einakter für 2 Personen （1909年）

### バレエ音楽
- ウィンナ・ワルツ“Wiener Walzer”（1885年）
- 人形の精“Die Puppenfee”
- オーストリア国民の前進“Österreichische Märsche”
- ドナウの水の精“Donaunixe”（1892年）
- ウィーン巡り“Rund um Wien”（1894年）
- 太陽と地面“Sonne und Erde”

### その他の舞踏音楽
- 雨傘の行進曲“Paraplui-Marsch”
- 日射しのワルツ“Sonnen-Walzer”
- 水浴びのギャロップ“Bade-Galopp”
- クリスマスプレゼントのポルカ“Christkindl-Polka”

## 註記
1. ↑  http://www.operone.de/komponist/bayer.html
2. ↑  PLANET VIENNA - Josef Bayer (1852-1913)